# Saint-Christophe-en-Bresse
Saint-Christophe-en-Bresse ist eine französische Gemeinde mit 1.054 Einwohnern (Stand: 1. Januar 2022) im Département Saône-et-Loire in der Region Bourgogne-Franche-Comté. Sie gehört zum Arrondissement Louhans und zum Kanton Ouroux-sur-Saône (bis 2015 zum aufgelösten Kanton Saint-Germain-du-Plain).

## Geografie

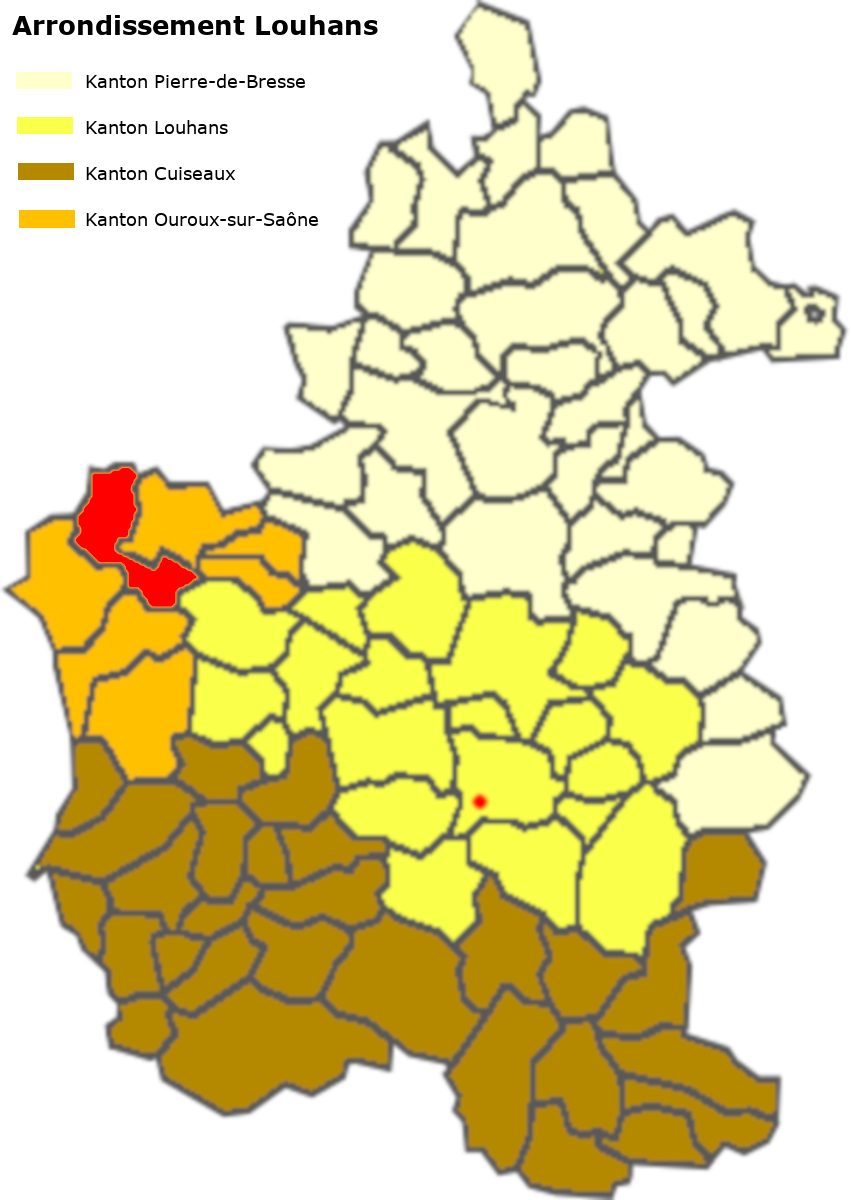
Lage der Gemeinde im Arrondissement Louhans

Saint-Christophe-en-Bresse liegt in der Landschaft Bresse, etwa zehn Kilometer ostsüdöstlich von Chalon-sur-Saône und rund 27 Kilometer nordwestlich von Louhans.
Die Gemeinde besteht aus einem nordwestlichen und einem südöstlichen Gebietsteil, die durch eine Enge von rund 200 Metern beim Weiler Petit-Servigny verbunden sind. Im Nordosten liegt die Gemeinde L’Abergement-Sainte-Colombe, die Bourgs liegen nur etwa 500 Meter auseinander. Die Gemeinde weist verschiedene, verstreute Weiler auf und ist startk zersiedelt. Die Fläche weist vor allem Ackerbau auf, lediglich im Norden sind einige größere, zusammenhängende Waldflächen zu finden.
Den südwestlichen Gemeindeteil durchfließt die Noue, die hier auch noch Bief du Moulin de Foichot genannt wird. Im Südosten verläuft der Bief du Moulin de Serville, das nordwestliche Gemeindegebiet wird durch den Bief du Creux Blanc entwässert. Diese Biefs, die der Bewirtschaftung der Étangs dienen, fließen beide in die Noue, die bei Baudrières in die Tenarre mündet.
An Straßenverbindungen besteht eigentlich nur die Departementsstraße 678, die nördlich des Bourg von Oslon nach L’Abergement-Sainte-Colombe führt und als Route d'Oslon bezeichnet wird.
In der Gemeinde befinden sich folgende Weiler und Fluren: l'Abbaye des Barres, le Brouillat, le Carré-Maudit, Châtenoy, le Chêne-Rond, Grand-Cortot, le Grand-Servigny, les Jaloux, Molinot, Moulin-de-l’Abbaye, les Mourillons, le Parterre, le Petit-Cortot, Petit-Servigny, Poiseul, la Queue-de-l’Etang, Serville, la Thibaudière.

### Klima
Das Klima in Saint-Christophe-en-Bresse ist warm und gemäßigt. Es gibt das ganze Jahr über deutliche Niederschläge, selbst der trockenste Monat weist noch hohe Niederschlagsmengen auf. Die Klassifikation des Klimas nach Köppen und Geiger ist Cfb ((Gemäßigtes) Ozeanklima). Die Temperatur liegt im Jahresdurchschnitt bei 12,0 °C. Der wärmste Monat ist der Juli mit einer Durchschnittstemperatur von 21,1 °C, der kälteste der Januar mit 3,3 °C. Über ein Jahr verteilt summieren sich die Niederschläge auf 1055 mm, dabei ist der November mit 113 mm der niederschlagsreichste, während März als trockenster Monat 73 mm aufweist. Über das ganze Jahr werden etwa 2700 Sonnenstunden gezählt.
|                        | Jan | Feb | Mär  | Apr  | Mai  | Jun  | Jul  | Aug  | Sep  | Okt  | Nov  | Dez |   |      |
| Mittl. Temperatur (°C) | 3,3 | 3,9 | 7,5  | 11,2 | 15,0 | 19,1 | 21,1 | 20,7 | 17,0 | 12,9 | 7,4  | 4,1 | ⌀ | 12   |
| Mittl. Tagesmax. (°C)  | 6,2 | 7,7 | 12,0 | 15,8 | 19,4 | 23,8 | 25,8 | 25,5 | 21,5 | 16,9 | 10,5 | 6,9 | ⌀ | 16   |
| Mittl. Tagesmin. (°C)  | 0,6 | 0,6 | 3,2  | 6,3  | 10,2 | 14,1 | 16,1 | 15,8 | 12,7 | 9,2  | 4,4  | 1,5 | ⌀ | 7,9  |
|                        |     |     |      |      |      |      |      |      |      |      |      |     |   |      |
| Niederschlag (mm)      | 89  | 75  | 73   | 88   | 96   | 78   | 75   | 79   | 88   | 103  | 113  | 98  | Σ | 1055 |

| 0,6 |

| 0,6 |

| 3,2 |

| 6,3 |

| 10,2 |

| 14,1 |

| 16,1 |

| 15,8 |

| 12,7 |

| 9,2 |

| 4,4 |

| 1,5 |

| 0,6 |

| 0,6 |

| 3,2 |

| 6,3 |

| 10,2 |

| 14,1 |

| 16,1 |

| 15,8 |

| 12,7 |

| 9,2 |

| 4,4 |

| 1,5 |

## Toponymie
Der Ort wird erstmals 1082 in den Büchern des Klosters Saint-Marcel erwähnt als Sanctus Christoforus. Es muss also bereits damals eine Kirche bestanden haben, die dem hl. Christophorus geweiht war. Der Ort behielt den Namen mit wechselnden Schreibweisen, bis 1793.
Als Folge der Revolution und der damit verbundenen Säkularisierung erfolgte eine Umbenennung in Hercule, im Jahr X (1801) erfolgte bereits die Rückbenennung in Saint-Christophe, 1836 kam dann auch noch der Zusatz en-Bresse dazu. Übrigens wird bereits 1235 die Pfarrei erwähnt mit Parrochia Sancti Christophori, alias Sancti Christophori in Brissia.

## Geschichte
Bereits im 10. Jahrhundert wurde in Petit-Servigny eine Kirche erbaut, die 1780 abgerissen wurde. Sie diente auch den Gläubigen von Ouroux-sur-Saône als Kirche. Möglicherweise bezieht sich erste Erwähnung des Ortes auf diese Kirche. Im 11. Jahrhundert wurde durch das Kloster Saint-Marcel ein Priorat errichtet und eine Prioratskirche erbaut, die im 12. Jahrhundert zur Pfarrkirche wurde.
Die Besonderheit der Kirche von Saint-Christophe-en-Bresse ist die Tatsache, dass mitten in der Bresse, wo der Lehmziegel vorherrscht, eine romanische Steinkirche besteht. Im 16. Jahrhundert wurde durch eine Feuersbrunst das Kirchenschiff stark beschädigt. Es wurde teilweise wieder aufgebaut, wie auch der achteckige Turm im 19. Jahrhundert. Das Transept und die abgestufte Apsis sind deshalb die authentisch romanischen Bauteile des Gebäudes. Im Inneren finden sich geschnitzte Kapitelle und eine Pietà. Das ganze Gebäude ist von einer schlichten, schönen Eleganz.
Im 13. Jahrhundert wurde eine Abtei gegründet, die der Zisterzienserinnenabtei Molaise angegliedert war – es schien sich zwar eher um eine Zisterzienserscheune gehandelt zu haben, wurde Ende des 16. Jahrhunderts abgerissen, aber bis heute blieb der Name Abbaye des Barres erhalten.
In Serville wurde im 13. Jahrhundert ein Schloss erbaut, das 1790 abgerissen wurde. Es bestand aus Fischgräten-Fachwerk und war auf einer Seite von einem Turm flankiert. Im 17. Jahrhundert erscheint die Familie Prisque als Herren von Serville, die Linie schmückt sich fortan als Herren von Tour-Serville. Im 18. Jahrhundert geht die Herrschaft an die de Truchis über.
1832 fusionieren Saint-Christophe-en-Bresse und L’Abergement-Sainte-Colombe, 1836 jedoch wird die Fusion rückgängig gemacht. 1838 zählt die Gemeinde vier Mühlen. In der Knabenschule war auch die Mairie untergebracht, später wurden beide ins alte Pfarrhaus verlegt. 1901 wurde in Grand Servigny ein Waschhaus erstellt, 1904 sogar überdacht und 1945 abgerissen.

## Bevölkerung
| Saint-Christophe-en-Bresse: Einwohnerzahlen von 1793 bis 2020 | Saint-Christophe-en-Bresse: Einwohnerzahlen von 1793 bis 2020 | Saint-Christophe-en-Bresse: Einwohnerzahlen von 1793 bis 2020 | Saint-Christophe-en-Bresse: Einwohnerzahlen von 1793 bis 2020 | Saint-Christophe-en-Bresse: Einwohnerzahlen von 1793 bis 2020 |
| --- | ------------------------------------------------------------- | ------------------------------------------------------------- | ------------------------------------------------------------- | ------------------------------------------------------------- |
| Jahr |                                                               |                                                               |                                                               | Einwohner                                                     |
| 1793 | 1793                                                          |                                                               | 992                                                           | 992                                                           |
| 1800 | 1800                                                          |                                                               | 1.040                                                         | 1.040                                                         |
| 1806 | 1806                                                          |                                                               | 1.078                                                         | 1.078                                                         |
| 1821 | 1821                                                          |                                                               | 1.214                                                         | 1.214                                                         |
| 1831 | 1831                                                          |                                                               | 1.235                                                         | 1.235                                                         |
| 1836 | 1836                                                          |                                                               | 953                                                           | 953                                                           |
| 1841 | 1841                                                          |                                                               | 963                                                           | 963                                                           |
| 1846 | 1846                                                          |                                                               | 934                                                           | 934                                                           |
| 1851 | 1851                                                          |                                                               | 981                                                           | 981                                                           |
| 1856 | 1856                                                          |                                                               | 1.029                                                         | 1.029                                                         |
| 1861 | 1861                                                          |                                                               | 1.003                                                         | 1.003                                                         |
| 1866 | 1866                                                          |                                                               | 1.029                                                         | 1.029                                                         |
| 1872 | 1872                                                          |                                                               | 1.028                                                         | 1.028                                                         |
| 1876 | 1876                                                          |                                                               | 1.003                                                         | 1.003                                                         |
| 1881 | 1881                                                          |                                                               | 1.001                                                         | 1.001                                                         |
| 1886 | 1886                                                          |                                                               | 1.022                                                         | 1.022                                                         |
| 1891 | 1891                                                          |                                                               | 991                                                           | 991                                                           |
| 1896 | 1896                                                          |                                                               | 952                                                           | 952                                                           |
| 1901 | 1901                                                          |                                                               | 917                                                           | 917                                                           |
| 1906 | 1906                                                          |                                                               | 926                                                           | 926                                                           |
| 1911 | 1911                                                          |                                                               | 891                                                           | 891                                                           |
| 1921 | 1921                                                          |                                                               | 786                                                           | 786                                                           |
| 1926 | 1926                                                          |                                                               | 749                                                           | 749                                                           |
| 1931 | 1931                                                          |                                                               | 708                                                           | 708                                                           |
| 1936 | 1936                                                          |                                                               | 675                                                           | 675                                                           |
| 1946 | 1946                                                          |                                                               | 631                                                           | 631                                                           |
| 1954 | 1954                                                          |                                                               | 622                                                           | 622                                                           |
| 1962 | 1962                                                          |                                                               | 616                                                           | 616                                                           |
| 1968 | 1968                                                          |                                                               | 588                                                           | 588                                                           |
| 1975 | 1975                                                          |                                                               | 569                                                           | 569                                                           |
| 1982 | 1982                                                          |                                                               | 712                                                           | 712                                                           |
| 1990 | 1990                                                          |                                                               | 797                                                           | 797                                                           |
| 1999 | 1999                                                          |                                                               | 811                                                           | 811                                                           |
| 2006 | 2006                                                          |                                                               | 910                                                           | 910                                                           |
| 2009 | 2009                                                          |                                                               | 958                                                           | 958                                                           |
| 2014 | 2014                                                          |                                                               | 1.093                                                         | 1.093                                                         |
| 2020 | 2020                                                          |                                                               | 1.040                                                         | 1.040                                                         |
| Quelle(n): EHESS/Cassini bis 2006, ab 2009 INSEE Anmerkung(en): • Ab 1962 offizielle Zahlen ohne Einwohner mit Zweitwohnsitz • 1832 wurde die Gemeinde mit L’Abergement-Sainte-Colombe zusammengelegt. 1836 wurde diese wieder verselbständigt, allerdings mit neuen Grenzen, was zum Bevölkerungsrückgang führte • Höchste Einwohnerzahl 1831 mit 1235, tiefste Einwohnerzahl 1975 mit 569 (46,1 % vom Maximum) |                                                               |                                                               |                                                               |                                                               |

| Bevölkerungsstruktur | Anzahl Einwohner | männlich | weiblich | davon Ausländer | Anteil % |
| -------------------- | ---------------- | -------- | -------- | --------------- | -------- |
|                      | 1038             | 522      | 516      | 11              | 1,1      |

| Männer | Alterstufe | Frauen |
| ------ | ---------- | ------ |
| 0      | 90 + älter | 3      |
| 27     | 75–89      | 21     |
| 105    | 60–74      | 101    |
| 128    | 45–59      | 117    |
| 107    | 30–44      | 109    |
| 56     | 15–29      | 63     |
| 98     | 0–14       | 102    |

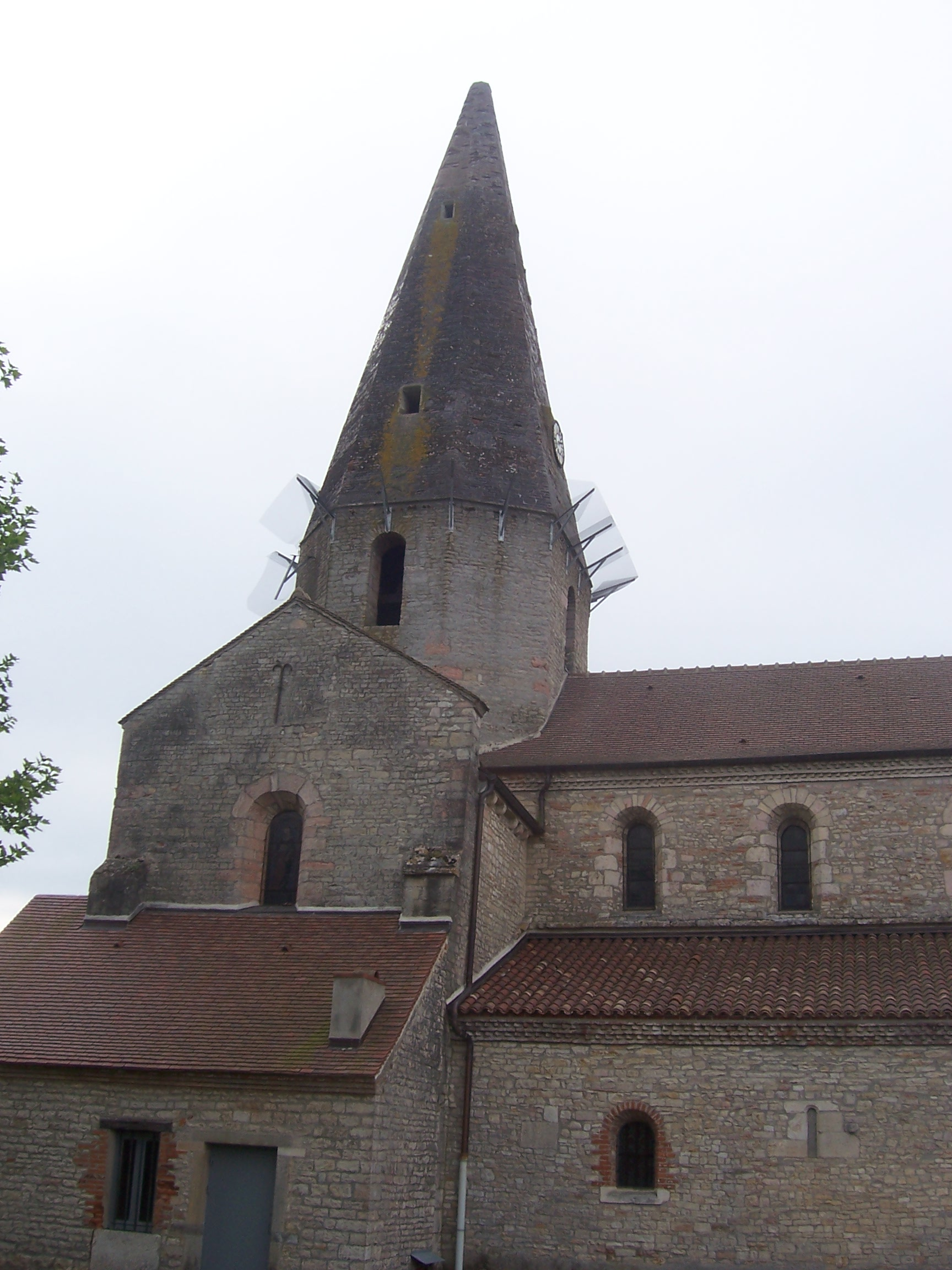
Kirche Saint-Christophe in Saint-Christophe-en-Bresse

Die Bevölkerungsstruktur zwischen Männern und Frauen ist ausgeglichen. Dabei sind 51 % der Bevölkerung jünger als 45 Jahre. Die Gruppe der unter 15-Jährigen macht 19,3 % der Bevölkerung aus. Demgegenüber sind 25 % der Einwohner älter als 60 Jahre und damit im Rentenalter. Diese Struktur dürfte auf die Tatsache zurückzuführen sein, dass seit 1999 dank einer regen Bautätigkeit die Wohneinheiten um 51 % zugenommen haben. Dadurch dürfte ein verstärkter Zuzug von jungen Familien mit Kindern erfolgt sein.
| Wohnstruktur               | Anzahl Wohneinheiten | davon Häuser | Wohnungen | sonstige |
| -------------------------- | -------------------- | ------------ | --------- | -------- |
|                            | 462                  | 456          | 3         | 3        |
| davon Hauptwohnsitz        | 428                  |              |           |          |
| Zweit- oder Ferienwohnsitz | 7                    |              |           |          |
| vakant                     | 26                   |              |           |          |

## Sehenswürdigkeiten
- romanische Kirche Saint-Christophe, Monument historique,Beschreibung und Fotos der Kirche[9]

## Wirtschaft und Infrastruktur

### Unternehmen, Betriebe, Ladengeschäfte und Einrichtungen
In der Gemeinde gibt es nebst Kirche und Mairie (Gemeindehaus) folgende Unternehmen nach Branchen:
| Branche                                                           | Anzahl Betriebe |
| ----------------------------------------------------------------- | --------------- |
| Industrie und verarbeitendes Gewerbe                              | 8               |
| Baugewerbe                                                        | 11              |
| Groß- und Einzelhandel, Verkehr, Beherbergung und Gastronomie     | 13              |
| Information und Kommunikation                                     | 1               |
| Finanz- und Versicherungsdienstleistungen                         | 1               |
| Grundstücks- und Wohnungswesen                                    | 4               |
| Freiberufliche, wissenschaftliche und technische Dienstleistungen | 9               |
| Öffentliche Verwaltung, Unterricht, Gesundheits- und Sozialwesen  | 1               |
| Sonstige Dienstleistungen                                         | 4               |
| Land- und Forstwirtschaftsbetriebe                                | 7               |

In der Gemeinde befinden sich eine Bäckerei, ein Coiffeur- und zwei Schönheitssalons und ein Sport- und Freizeitladen, ferner vier Bauhandwerksbetriebe, eine Schreinerei/Zimmerei, ein Elektriker, zwei Maler/Gipser und drei Installateurbetriebe. Der Ort verfügt über einen Tennis- und einen Pétanqueplatz, zwei Reitsportzentren, eine Turn- und Sporthalle und ein Restaurant. Mit den Gütern des täglichen Bedarfs versorgen sich die Einwohner hauptsächlich in Ouroux-sur-Saône.

### Geschützte Produkte in der Gemeinde
Als AOC-Produkte sind in Saint-Christophe-en-Bresse Volaille de Bresse und Dinde de Bresse zugelassen.

### Bildungseinrichtungen
In der Gemeinde besteht eine École primaire (École maternelle und École élémentaire), die der Académie de Dijon untersteht und von 107 Schülern besucht wird. Für die Schule gilt der Ferienplan der Zone A.